# Каргурезь
Каргурезь — деревня в Игринском районе Удмуртской республики.

## География
Находится в центральной части Удмуртии на расстоянии приблизительно 18 км на северо-восток по прямой от районного центра поселка Игра.

## История
Известна с 1646 года как деревня Каргунская городище с 8 дворами, в 1678 году (Каргурьзя) дворов стало 18, в 1710 −12, в 1727 (Каргурец) −20, в 1873 (Каргуретская или Кук-ямес, Куменская) — 33, в 1905 (Каргурецкая или Кукямес) — 61, в 1924 (Каргурец или Кук’ямес) — 78. Современное название с 1932 года. До 2021 года входила в состав Зуринского сельского поселения.

## Население
Постоянное население составляло 37 человек (1710), 111 мужчин (1727), 164 человека (1764), 297 (1873), 519 (1905), 639 (1924), 109 человек в 2002 году (удмурты 96 %), 72 в 2012.